# Roziers-Saint-Georges
Roziers-Saint-Georges (tiếng Occitan: Rosiérs) là một xã của tỉnh Haute-Vienne, thuộc vùng Nouvelle-Aquitaine, miền trung nước Pháp.